# Volve

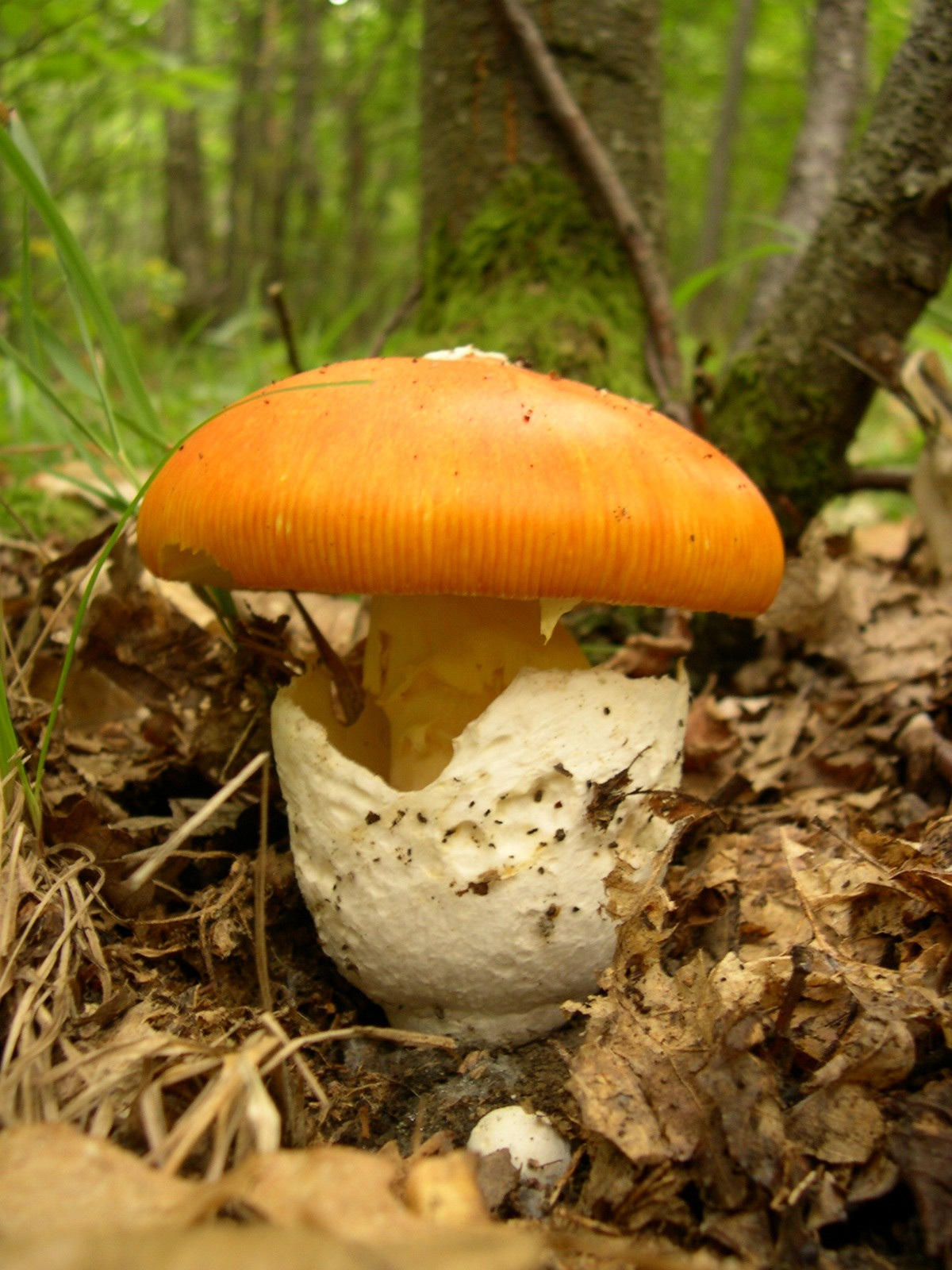
La volve est le sac blanc au pied de cette amanite des Césars

La volve est le nom donné au reste du voile universel plus ou moins membraneux qui se trouve au pied de certains champignons comme les amanites ou les volvaires.
L'Amanite des Césars ou l'amanite phalloïde, l'amanite ovoïde possèdent des volves en sac épaisses.
Par contre d'autres amanites  comme l'amanite citrine, l'amanite panthère,  possèdent une volve bulbeuse, en bourrelets.
Le Phallus impudicus possède lui aussi une volve qui est le reste de la membrane en forme d'œuf qui entourait le champignon jeune.

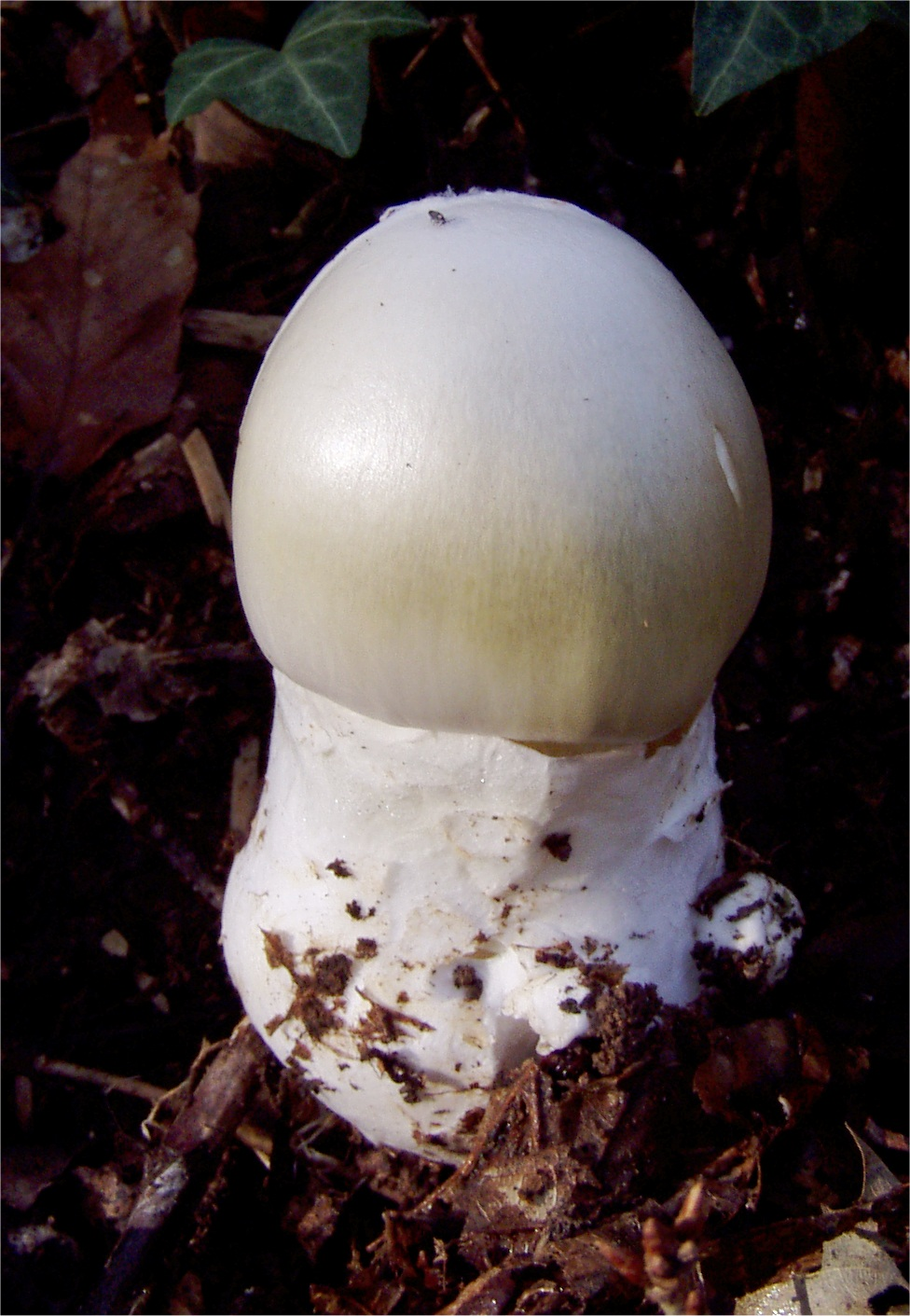
La volve est la partie blanche au pied de cet exemplaire jeune d'amanite phalloïde